# Andrew Bayly

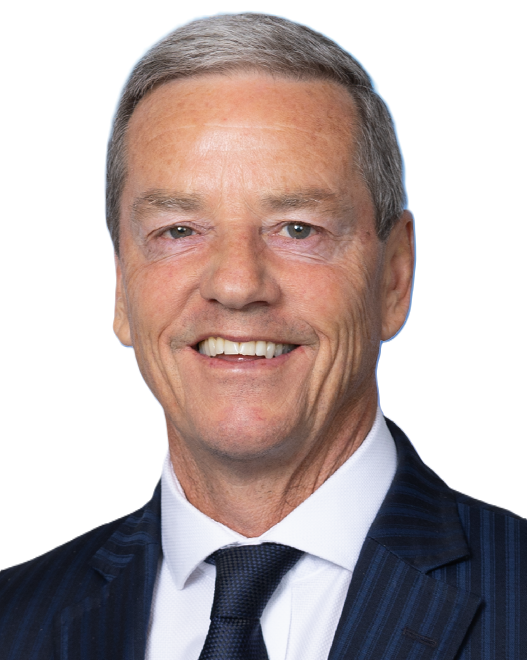
Andrew Bayly (2023)

Andrew Henry Bayly (* 1962 in Wanganui, Region Manawatū-Whanganui, Nordinsel) ist ein neuseeländischer Politiker der New Zealand National Party.

## Leben
Bayly wurde 1962 mit seinem Zwillingsbruder zusammen als die jüngsten von sechs Jungen einer Farmerfamilie in Wanganui in der Region Manawatū-Whanganui geboren. Er besuchte als erstes die Waitahinga School vor Ort und wurde im Alter von elf Jahren zusammen mit seinem Zwillingsbruder zu einem Internat geschickt. Nach seinem Schulabschluss begann er ein Studium an der Massey University das er mit einem Bachelor of Business abschloss.

## Berufliche Karriere
Bayly diente in der New Zealand Territorial Force und im British Parachute Regiment, arbeitete eine Zeit lang in Neuseeland für das Unternehmen Southpac in der Unternehmensfinanzierung und war dann für einige Jahre für das Unternehmen in London tätig. Zurück in Neuseeland wurde er Mitbegründer einer Handelsbank, die Unternehmens- und Kapitalmarktberatung für eine Reihe von Regierungsstellen, lokalen Behörden und Firmenkunden anbot. Während seiner beruflichen Laufbahn war Bayly Direktor zahlreicher Unternehmen.

## Politische Karriere
Im Jahr 2014 trat Bayly über den Wahlkreis Hunua erstmals für einen Sitz im Neuseeländischen Parlament an und gewann diesen mit 66,87 % der abgegebenen Stimmen. Auch drei Jahre später war ihm der Sitz mit einem Stimmenanteil von 65,91 % für das Direktmandat sicher.
Ergebnisse des Wahlkreises Hunua:
| Wahljahr | Direktkandidat | Stimmen | Partei         | Stimmen |
| -------- | -------------- | ------- | -------------- | ------- |
| 2014     | Andrew Bayly   | 66,87 % | National Party | 63,70 % |
| 2017     | Andrew Bayly   | 65,91 % | National Party | 62,81 % |

Nach der Neuordnung der Wahlkreise fiel der Wahlkreis Hunua weg und Bayly trat für den neu geschaffenen Wahlkreis Port Waikato an. Mit 38,74 % der Stimmen konnte er sich 2020 knapp vor dem Kandidaten der New Zealand Labour Party durchsetzen. In der Parlamentswahl des Jahres 2023 stand das Direktmandat zunächst wegen eines Todesfalls unter den Kandidaten nicht zur Wahl an. Die Wahl wurde schließlich am 6. Dezember 2023 nachgeholt. Da einige Parteien ihre Kandidaten nicht zur Wahl stellten, gewann Bayly haushoch mit einem Stimmenanteil von 76,55 % der abgegebenen Wahlzettel.
Ergebnisse des Wahlkreises Port Waikato:
| Wahljahr | Direktkandidat | Stimmen | Partei         | Stimmen |
| -------- | -------------- | ------- | -------------- | ------- |
| 2020     | Andrew Bayly   | 38,74 % | Labour Party   | 40,12 % |
| 2023     |                |         | National Party | 49,88 % |
| 2023     | Andrew Bayly   | 76,55 % |                |         |

Mit dem guten Abschneiden der National Party zur Parlamentswahl des Jahres 2023 konnte Christopher Luxon mit seiner Partei über eine Drei-Parteien-Koalition eine Regierung bilden. Bayly übernahm drei Ministerämter, wurde allerdings nicht Mitglied des Kabinetts.

### Ministerämter in der Regierung Luxon
Mit der Regierungsbildung vom 27. November 2023 übernahm Bayly folgende Ministerämter:
| Minister                                      | vom               | bis     |
| --------------------------------------------- | ----------------- | ------- |
| Minister of Commerce and Consumer Affairs     | 27. November 2023 | aktuell |
| Minister for Small Business and Manufacturing | 27. November 2023 | aktuell |
| Minister of Statistics                        | 27. November 2023 | aktuell |

Quelle: Department of the Prime Minister and Cabinet

## Familie
Bayly ist verheiratet und hat drei Söhne.

## Reisen und Abenteuer
2016 unternahm Bayly mit seinem ältesten Sohn James eine 120 km lange Schlittentour zum Nordpol und 2019 mit seinem mittleren Sohn Dan einen 500 km langen Kamelritt durch Jordanien. Das Ergebnis ihrer Reise durch Jordanien veröffentlichten sie 2019 in der Augustausgabe der Zeitschrift der T.E. Lawrence Society. 2022 reiste Bayly mit seinem dritten Sohn George in die nördlichste Provinz der Mongolei. Von einem Filmteam dokumentiert, lebten die zwei Wochen lang bei einer nomadischen Dukha-Familie und teilten mit ihnen ihren Alltag.